# Mười điều răn
Mười điều răn là danh sách các mệnh lệnh đạo đức và tôn giáo, theo Kinh Thánh, được Thiên Chúa phán truyền Môi-sê ở núi Sinai và được khắc vào hai phiến đá. Mười điều răn đóng vai trò quan trọng trong Do Thái giáo và Kitô giáo.
Tên gọi Mười điều răn được ghi nhận ở 3 nguồn: một ở Sách Xuất Hành 34:28, ngày nay thường được gọi là Mười điều răn lễ nghi, Sách Đệ Nhị Luật 4:13 và 10:4, thường được cho là liên hệ đến các mệnh lệnh được liệt kê ở Đệ nhị luật 5:6-21 (và danh sách tương tự ở Xuất hành 20:2-17), và để tránh nhầm lẫn, bản này thường được gọi là Mười điều răn đạo đức. Trong hầu hết các trường hợp, thuật ngữ Mười điều răn chỉ dùng để nói đến Mười điều răn đạo đức.

## Các văn bản nền tảng

### Bản tiếng Việt của Công giáo Rôma
| Xuất hành 20:2–17 | Đệ nhị Luật 5:6–21 |
| --- | --- |
| 2Ta là Đức Chúa, Thiên Chúa của ngươi, đã đưa ngươi ra khỏi đất Ai Cập, khỏi cảnh nô lệ. Ngươi không được có thần nào khác đối nghịch với Ta. 4Ngươi không được tạc tượng, vẽ hình bất cứ vật gì ở trên trời cao, cũng như dưới đất thấp, hoặc ở trong nước phía dưới mặt đất, để mà thờ. 5Ngươi không được phủ phục trước những thứ đó mà phụng thờ: vì Ta, Đức Chúa, Thiên Chúa của ngươi, là một vị thần ghen tương. Đối với những kẻ ghét Ta, Ta phạt con cháu đến ba bốn đời vì tội lỗi của cha ông. 6còn với những ai yêu mến Ta và giữ các mệnh lệnh của Ta, thì Ta trọn niềm nhân nghĩa đến ngàn đời. 7Ngươi không được dùng danh Đức Chúa, Thiên Chúa của ngươi, một cách bất xứng, vì Đức Chúa không dung tha kẻ dùng danh Người một cách bất xứng. 8Ngươi hãy nhớ ngày Sa-bát, mà coi đó là ngày thánh. 9Trong sáu ngày, ngươi sẽ lao động và làm mọi công việc của ngươi. 10Còn ngày thứ bảy là ngày Sa-bát kính Đức Chúa, Thiên Chúa của ngươi. Ngày đó, ngươi không được làm công việc nào, cả ngươi cũng như con trai con gái, tôi tớ nam nữ, gia súc và ngoại kiều ở trong thành của ngươi. 11Vì trong sáu ngày, Đức Chúa đã dựng nên trời đất, biển khơi, và muôn loài trong đó, nhưng Người đã nghỉ ngày thứ bảy. Bởi vậy, Đức Chúa đã chúc phúc cho ngày Sa-bát và coi đó là ngày thánh. 12Ngươi hãy tôn kính cha mẹ, để được sống lâu trên đất mà Đức Chúa, Thiên Chúa của ngươi, ban cho ngươi. 13Ngươi không được giết người. 14Ngươi không được ngoại tình. 15Ngươi không được trộm cắp. 16Ngươi không được làm chứng gian hại người. 17Ngươi không được ham muốn nhà người ta, ngươi không được ham muốn vợ người ta, tôi tớ nam nữ, con bò con lừa, hay bất cứ vật gì của người ta. | 6Ta là Đức Chúa, Thiên Chúa của ngươi, đã đưa ngươi ra khỏi Ai Cập, khỏi cảnh nô lệ. 7Ngươi không được có thần nào khác đối nghịch với Ta. 8Ngươi không được tạc tượng vẽ hình bất cứ vật gì ở trên trời cao cũng như dưới đất thấp, hoặc ở trong nước phía dưới mặt đất, để mà thờ. 9Ngươi không được phủ phục trước những thứ đó mà phụng thờ: vì Ta, Đức Chúa, Thiên Chúa của ngươi, là một vị thần ghen tương. Đối với những kẻ ghét Ta, Ta phạt con cháu đến ba bốn đời vì tội lỗi của cha ông. 10Còn với những ai yêu mến Ta và giữ các mệnh lệnh của Ta, thì Ta trọn niềm nhân nghĩa đến ngàn đời. 11Ngươi không được dùng danh Đức Chúa, Thiên Chúa của ngươi một cách bất xứng, vì Thiên Chúa không dung tha kẻ dùng danh Người một cách bất xứng. 12Ngươi hãy giữ ngày Sa-bát, mà coi đó là ngày thánh, như Đức Chúa, Thiên Chúa của ngươi, đã truyền cho ngươi. 13Trong sáu ngày, ngươi sẽ lao động và làm mọi công việc của ngươi. 14Còn ngày thứ bảy là ngày sa-bát kính Đức Chúa, Thiên Chúa của ngươi. Ngày đó, ngươi không được làm công việc nào, cả ngươi, cũng như con trai con gái, tôi tớ nam nữ, bò lừa và mọi gia súc của ngươi, và ngoại kiều ở trong thành của ngươi, để tôi tớ nam nữ của ngươi được nghỉ như ngươi. 15Ngươi hãy nhớ ngươi đã làm nô lệ tại đất Ai Cập, và Đức Chúa, Thiên Chúa của ngươi, đã dang cánh tay mạnh mẽ uy quyền đưa ngươi ra khỏi đó. Bởi vậy, Đức Chúa, Thiên Chúa của ngươi đã truyền cho ngươi cử hành ngày Sa-bát. 16Ngươi hãy thảo kính cha mẹ, như Đức Chúa, Thiên Chúa của ngươi, đã truyền cho ngươi, để được sống lâu, và để được hạnh phúc trên đất mà Đức Chúa, Thiên Chúa ngươi, ban cho ngươi. 17Ngươi không được giết người. 18Ngươi không được ngoại tình. 19Ngươi không được trộm cắp. 20Ngươi không được làm chứng dối hại người. 21Ngươi không được ham muốn vợ người ta, ngươi không được thèm muốn nhà của người ta, đồng ruộng, tôi tớ nam nữ, con bò con lừa, hay bất cứ vật gì của người ta. |

### Bản tiếng Việt của Tin Lành
| Xuất Ê-díp-tô Ký 20:2–17 | Phục-truyền Luật-lệ Ký 5:6–21 |
| --- | --- |
| 2Ta là Giê-hô-va Đức Chúa Trời ngươi, đã rút ngươi ra khỏi xứ Ê-díp-tô, là nhà nô-lệ. 3Trước mặt ta, ngươi chớ có các thần khác. 4Ngươi chớ làm tượng chạm cho mình, cũng chớ làm tượng nào giống những vật trên trời cao kia, hoặc nơi đất thấp nầy, hoặc trong nước dưới đất.5Ngươi chớ quỳ lạy trước các hình-tượng đó, và cũng đừng hầu việc chúng nó; vì ta là Giê-hô-va Đức Chúa Trời ngươi, tức là Đức Chúa Trời kỵ-tà, hễ ai ghét ta, ta sẽ nhân tội tổ-phụ phạt lại con cháu đến ba bốn đời, 6và sẽ làm ơn đến ngàn đời cho những kẻ yêu-mến ta và giữ các điều-răn ta. 7Ngươi chớ lấy danh Giê-hô-va Đức Chúa Trời ngươi mà làm chơi, vì Đức Giê-hô-va chẳng cầm bằng vô-tội kẻ nào lấy danh Ngài mà làm chơi. 8Hãy nhớ ngày nghỉ đặng làm nên ngày thánh.9Ngươi hãy làm hết công-việc mình trong sáu ngày; 10nhưng ngày thứ bảy là ngày nghỉ của Giê-hô-va Đức Chúa Trời ngươi: trong ngày đó, ngươi, con trai, con gái, tôi trai tớ gái, súc-vật của ngươi, hoặc khách ngoại-bang ở trong nhà ngươi, đều chớ được làm công việc chi hết; 11vì trong sáu ngày, Đức Giê-hô-va đã dựng nên trời, đất, biển, và muôn vật trong đó, qua ngày thứ bảy thì Ngài nghỉ; vậy nên Đức Giê-hô-va đã ban phước cho ngày nghỉ và làm nên ngày thánh. 12Hãy hiếu-kính cha mẹ ngươi, hầu cho ngươi được sống lâu trên đất mà Giê-hô-va Đức Chúa Trời ngươi ban cho. 13Ngươi chớ giết người. 14Ngươi chớ phạm tội tà-dâm. 15Ngươi chớ trộm-cướp. 16Ngươi chớ nói chứng dối cho kẻ lân-cận mình. 17Ngươi chớ tham nhà kẻ lân-cận ngươi, cũng đừng tham vợ người, hoặc tôi trai tớ gái, bò, lừa, hay là vật chi thuộc về kẻ lân-cận ngươi. | 6Ta là Giê-hô-va Đức Chúa Trời ngươi, đã rút ngươi ra khỏi xứ Ê-díp-tô, tức là khỏi nhà nô-lệ. 7Trước mặt ta ngươi chớ có các thần khác. 8Ngươi chớ làm tượng chạm cho mình, cũng chớ làm tượng nào giống như những vật trên trời cao kia, hoặc ở nơi đất thấp nầy, hoặc trong nước dưới đất.9Ngươi chớ quỳ-lạy trước các hình-tượng đó, và cũng đừng hầu-việc chúng nó; vì ta là Giê-hô-va Đức Chúa Trời ngươi, tức là Đức Chúa Trời kỵ-tà, hễ ai ghét ta, ta sẽ nhân tội tổ-phụ phạt lại con-cháu đến ba bốn đời, 10và sẽ làm ơn đến ngàn đời cho những kẻ yêu-mến ta và giữ các điều-răn ta. 11Ngươi chớ lấy danh Giê-hô-va Đức Chúa Trời ngươi mà làm chơi; vì Đức Giê-hô-va không cầm bằng vô-tội kẻ nào lấy danh Ngài mà làm chơi. 12Hãy giữ ngày nghỉ đặng làm nên ngày thánh, y như Giê-hô-va Đức Chúa Trời ngươi đã phán dặn ngươi.13Ngươi hãy làm hết công-việc mình trong sáu ngày; 14nhưng ngày thứ bảy là ngày nghỉ của Giê-hô-va Đức Chúa Trời ngươi: chớ làm một công-việc nào hết, hoặc ngươi, con trai con gái, tôi trai tớ gái của ngươi, hoặc bò, lừa, hoặc một trong súc-vật của ngươi, hay là khách ở trong nhà ngươi, hầu cho tôi trai tớ gái của ngươi cũng được nghỉ như ngươi.15Khá nhớ rằng ngươi đã làm tôi-mọi nơi xứ Ê-díp-tô, và Giê-hô-va Đức Chúa Trời ngươi dùng tay quyền-năng giơ thẳng ra đem ngươi ra khỏi đó; bới cớ ấy cho nên Giê-hô-va Đức Chúa Trời ngươi có dặn biểu ngươi phải giữ ngày nghỉ. 16Hãy hiếu-kính cha mẹ ngươi, như Giê-hô-va Đức Chúa Trời ngươi đã phán dặn, hầu cho ngươi được sống lâu và có phước trên đất mà Giê-hô-va Đức Chúa Trời ngươi ban cho. 17Ngươi chớ giết người. 18Ngươi chớ phạm tội tà-dâm. 19Ngươi chớ trộm cướp. 20Ngươi chớ nói chứng dối cho kẻ lân-cận mình. 21Ngươi chớ tham vợ của kẻ lân-cận mình; chớ tham nhà của người, hoặc ruộng, tôi trai tớ gái, bò, lừa hay là vật chi thuộc về kẻ lân-cận ngươi. |

## Sự sắp xếp
| Nội dung cơ bản                                         | Do Thái giáo (Talmudic) | Anh giáo, Cải cách, một số phái Kitô giáo | Chính Thống giáo, Công giáo Đông phương | Công giáo La Mã | Tin Lành |
| ------------------------------------------------------- | ----------------------- | ----------------------------------------- | --------------------------------------- | --------------- | -------- |
| Ta là Thiên Chúa của ngươi                              | 1                       | lời đầu                                   | 1                                       | 1               | lời đầu  |
| Ngươi không có Thiên Chúa nào khác ngoài Ta             | 2                       | 1                                         | 1                                       | 1               | 1        |
| Ngươi không được tạc tượng vẽ hình để thờ               | 2                       | 2                                         | 2                                       | 1               | 2        |
| Ngươi không được dùng danh thánh Chúa cách bất xứng     | 3                       | 3                                         | 3                                       | 2               | 3        |
| Ngươi phải giữ ngày Sabát                               | 4                       | 4                                         | 4                                       | 3               | 4        |
| Tôn kính cha mẹ                                         | 5                       | 5                                         | 5                                       | 4               | 5        |
| Ngươi không được hãm hại người khác                     | 6                       | 6                                         | 6                                       | 5               | 6        |
| Ngươi không được dâm dục                                | 7                       | 7                                         | 7                                       | 6               | 7        |
| Ngươi không được trộm cắp                               | 8                       | 8                                         | 8                                       | 7               | 8        |
| Ngươi không được làm chứng dối                          | 9                       | 9                                         | 9                                       | 8               | 9        |
| Ngươi không được chiếm đoạt vợ của người khác           | 10                      | 10                                        | 10                                      | 9               | 10       |
| Ngươi không được ham muốn chiếm đoạt của cải người khác | 10                      | 10                                        | 10                                      | 10              | 10       |